# 194. eskadrila višenamjenskih helikoptera
194. eskadrila višenamjenskih helikoptera 91. krila postrojba je Hrvatskog ratnog zrakoplovstva i protuzračne obrane u sastavu 91. krila. Smještena je u vojnom objektu Lučko.
Misija ove postrojbe je zračno prevoženje transportnim helikopterima u ratu i miru za potrebe OS RH i drugih državnih i civilnih institucija, gašenje požara u priobalju i otocima, te potraga i spašavanje na kopnu i moru.